# Gros Piton
Gros Piton is een berg op het Caribische eiland Saint Lucia. Het is een van twee bergen (de Pitons) gelegen aan de Soufrièrebaai in het zuidwesten van het eiland. De andere berg is Petit Piton. De berg is met een hoogte van 786 meter de op een na hoogste van Saint Lucia, na Mount Gimie.
De bergen vormden in vroegere tijden een schuilplaats voor ontvluchte slaven omdat de steile hellingen makkelijk te verdedigen waren. Volgens lokale verhalen zouden de eigenaren van deze slaven slangen gebracht hebben naar het eiland om de slaven te verjagen, maar hier wordt tegenwoordig sterk aan getwijfeld, daar de enige giftige slang die op het eiland voorkomt, Bothrops caribbaeus, een endemische soort is.
Op de hellingen van Gros Piton wordt veel marihuana verbouwd. 
Gros Piton kan zonder gebruik te maken van touwen worden beklommen.